# Ulrich Zellweger

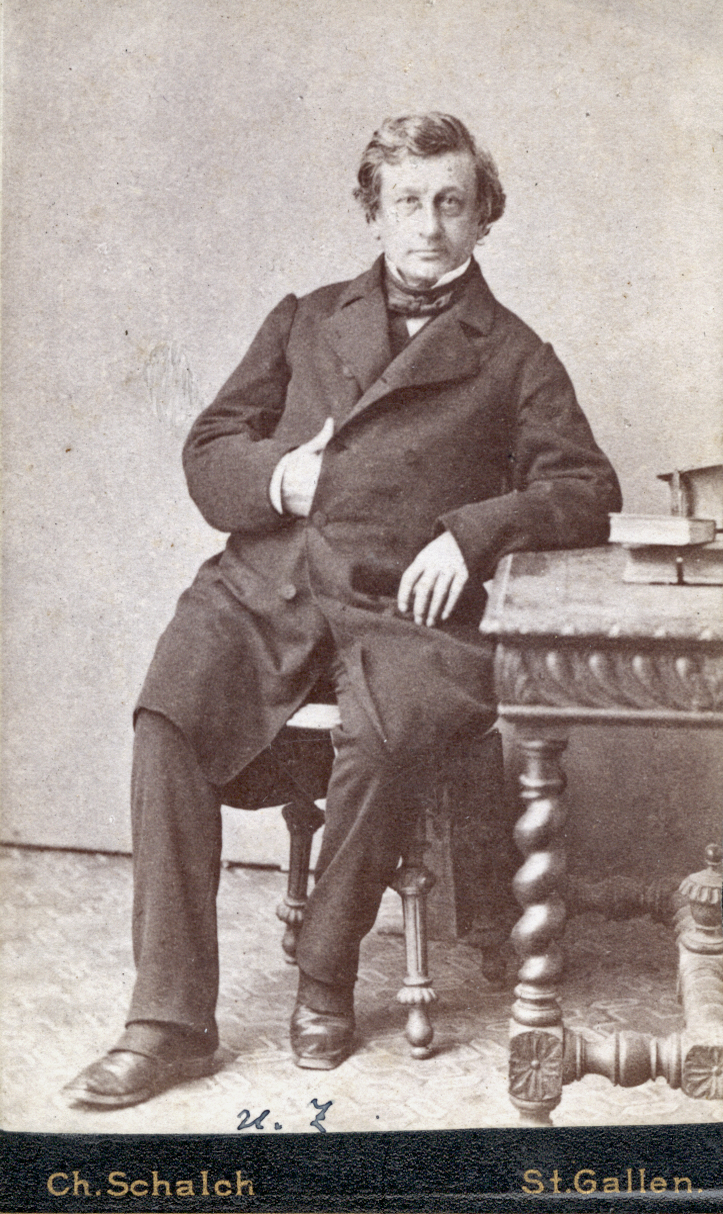
Ulrich Zellweger

Johann Ulrich Zellweger (* 1. August 1804 in Trogen; † 19. Januar 1871 ebenda) war ein Schweizer Bankier, Publizist und Gründer der Basler Missions-Handlungs-Gesellschaft. Er war der Sohn von Landammann Jacob Zellweger, Erbauer des Rathauses auf dem Trogner Landsgemeindeplatz, und Anna Barbara Zellweger-Zuberbühler. In zweiter Ehe war er mit Cécile Ryhiner von Basel verheiratet. Das Paar hatte sieben Kinder.

## Leben und Wirken

### Kindheit
Ulrich Zellweger wurde als neuntes Kind von Jacob und Anna-Barbara Zellweger-Zuberbühler 1804 geboren. Nebst dem regulären Schulbesuch kam er in die Gunst einer Ausbildung durch einen Hauslehrer. Die Textilhandelsfamilie Zellweger gehörte zum ländlichen Grossbürgertum, das zur Zeit der Protoindustrialisierung in Appenzell Ausserrhoden durch den Fernhandel mit Baumwolle zu Reichtum und Ansehen gekommen war. 
Beim frühen Tod seiner Mutter 1815 war Ulrich Zellweger elf Jahre alt. Der Schicksalsschlag veränderte die familiären und beruflichen Verhältnisse seines Vaters. Der Lebensstil wurde eingeschränkt, da die Firma des Vaters nach dem Zusammenbruch der napoleonischen Herrschaft finanziell angeschlagen war. 1817 fallierte das Unternehmen «Zellweger & Comp.», die Familie musste unter anderem den Hauslehrer entlassen. Ulrich und seine Geschwister verliessen Trogen; zusammen mit den Brüdern Eduard und Salomon Zellweger wurde er von seinem Vater nach Ludwigsburg gebracht. 

### Jugend
Ulrich Zellweger besuchte von 1816 bis 1819 Schulen in Ludwigsburg und Stuttgart. Zum Ende des Jahres 1819 trat er eine kaufmännische Lehre in einem Handelshaus in Marseille an. Die Lehre dauerte vier Jahre. Nach deren Ablauf begab er sich nach London. In der Zwischenzeit war sein Vater verstorben. Die Verantwortung für die Waisenkinder übernahm unter anderem der Onkel Johann Caspar Zellweger. Dieser blieb ein Leben lang eine wichtige Bezugsperson für Ulrich Zellweger.

### Berufliche Laufbahn
In London gründete Zellweger zusammen mit einem Freund aus Zürich eine eigene Firma mit dem Namen «Orelli & Zellweger». Die beiden Unternehmer hatten wenig Erfolg mit ihrer Firma. Es fehlte ihnen an Kontakten zu englischen Häusern und die Investitionen in die Räumlichkeiten, Einrichtungen und Maschinen für die Herstellung von Hornkämmen waren höher als der Ertrag. Ulrich Zellweger und sein Partner kämpften mit den Schulden, des Öfteren liess sich Zellweger Geld von seinem Onkel Johann Caspar überweisen. Die Bemühungen der beiden jungen Unternehmer halfen nichts. Nach sieben Jahren wurde die Firma geschlossen und Zellweger versuchte sein Glück in Übersee. 
Er ging nach Kuba, dem damals wichtigsten Handelsplatz der karibischen Inseln. Er reiste dorthin mit der Aussicht auf eine Anstellung beim Schweizer Zuckerplantagenbesitzer H. Stouder. Als er in Kuba ankam, erhielt er die Nachricht, dass sein künftiger Arbeitgeber kurz vor seiner Ankunft gestorben war. Er liess sich zuerst in Matanzas nieder, zog dann aber nach Havanna. Die ersten fünf Jahre in Havanna waren schwer. Zellweger beschäftigte sich mit den unterschiedlichsten Tätigkeiten und lebte sehr sparsam, damit er seine Schulden begleichen konnte. Er kam in Kontakt mit Charles Drake, einem führenden Exporteur im kubanischen Zuckerhandel. Nach einer sechsmonatigen Probezeit wurde Ulrich Zellweger 1835 als Teilhaber in die Firma «Charles Drake & Co.» aufgenommen. Die Arbeit in dieser Firma sicherte ihm ein reichliches Einkommen. In den Jahren 1836 und 1840 besuchte Zellweger Europa und das Appenzellerland. Das Unternehmen wurde im Jahre 1839 liquidiert. Dies war jedoch kein Misserfolg für Ulrich Zellweger. Er konnte die Nachfolgefirma mit dem Namen «Drake Brothers & Co.» zusammen mit Joseph M. Morales und Charles Respinger, einem Basler, übernehmen. Die Firma hatte intensiven Kontakt zur Schweiz, insbesondere mit der Firma «Burckhardt-Wildt & Sohn» in Basel. Diese lieferte Seidenbänder nach Kuba und bezog dafür Zigarren und andere Kolonialwaren. Das Unternehmen entwickelte sich später zur Handelsbank «Forcart-Weis & Burckhardt-Wildt». 
Ulrich Zellwegers Handelsbeziehungen führten ihn von Havanna bis nach Nordamerika, wo er sich mit zahlreichen Persönlichkeiten aus führenden Kreisen der Wirtschaft traf. Im Austausch mit den erfolgreichen und vermögenden amerikanischen Kaufleuten, darunter etwa mit dem Bankier und Immobilienbesitzer John Jacob Astor (1822–1890) und den New Yorker Unternehmensbankiers Prime, Ward, King & Co., hatte er ein Erweckungserlebnis. Er wurde zum frommen Protestanten und war ab dato gleichzeitig Unternehmer und christlicher Missionar. Zentrales Element seines Credo war die Überzeugung, dass sein Handeln und Denken vorbestimmt waren. 
Im Jahre 1846 verliess Zellweger Amerika und begab sich wieder in seinen Heimatort Trogen. Dort lebte er sechs Jahre als Privatier. Da er sehr vermögend war und dies auch kundtat, pilgerten Notleidende und Arme zu seinem Haus. Zellweger gab jedem etwas und gab allen den Rat, auf die göttliche Unterstützung zu vertrauen. Er wollte die Menschen auf den «richtigen» Weg lenken und wusste, dass man ihnen hierfür eine Ausbildung und eine Erwerbstätigkeit geben musste. So widmete er sich vermehrt der Armenfürsorge. Das erste wohltätige Engagement galt der «Rettungsanstalt für Knaben» in Bächtelen bei Bern. Der Aufbau der Anstalt war unter anderem seinem Onkel Johann Caspar Zellweger zu verdanken. Dieser war von 1839 bis 1847 Präsident der Anstalt. Ulrich Zellweger wurde um finanzielle Unterstützung angefragt. Johann Caspar Zellweger gehörte der «engeren» Kommission der Bächtelen an, und der Neffe sass im «weiteren» Komitee. Er nahm an Sitzungen teil, inspizierte neue Schulzimmer und interessierte sich besonders für den Religionsunterricht. Als Ulrich Zellweger nach Paris ging, um sich seinen Bankgeschäften zu widmen, schied er als Mitglied des «weiteren» Komitees aus.
Die erste Eisenbahn der Schweiz, die «Spanisch-Brötli-Bahn», wurde 1847 eingeweiht. Bereits zwei Jahre später engagierte sich Ulrich Zellweger für den Eisenbahnbau. Sein Plan war zunächst, Zürich, Basel, Aarau, Solothurn und Bern mit Eisenbahnlinien zu verbinden. Zellweger setzte sich für eine Realisierung ein. Doch erst mit dem Eisenbahngesetz 1852 wurde der Bau von Eisenbahnlinien geregelt, und ein Eisenbahnbauboom begann.
Im Revolutionsjahr 1848 hatte Zellweger Angst, sein Vermögen zu verlieren, das er grössten Teils in französischen Papieren angelegt hatte. Die politischen Unruhen in Frankreich gefährdeten deren Sicherheit, so dass Zellweger kurzerhand nach Paris umsiedelte und zusammen mit seinem Geschäftsfreund Charles Respinger in Paris das Bankhaus «Zellweger & Cie.» gründete. Die Bank verschaffte sich einen hervorragenden Ruf. Nach einigen Jahren nahm Zellweger seinen Neffen Otto Friedrich Krauss sowie James Zellweger als Partner des Bankhauses auf.
Ulrich Zellweger setzte sich für randständige Kinder ein und sorgte dafür, dass sie eine gute Erziehung geniessen konnten. Er gründete 1849 ein Pflegeelternhaus, das «Rebhaus» in Basel. Am Tag der Eröffnung zog das erste Hauselternpaar ein, und es traten viele junge Leute in das Institut ein, die für wenig Geld versorgt wurden. Zellweger unterstützte mehrere Zöglinge, indem er deren Kostgeld übernahm. Die jungen Menschen genossen eine vortreffliche Ausbildung und traten in angesehene Berufe wie Lehrer, Pfarrer oder Mediziner ein. Der religiös motivierte Philanthrop nahm sich auch den Kleinkindern an und gründete 1849 ein Kinderasyl und ein Waisenhaus. Die Zufluchtsstätte für die Kleinsten unter den Kleinen wurde 1852 noch mit einer Bildungsstätte für Kleinkindlehrerinnen verbunden. Auf Zellwegers Initiative geht auch die Gründung der «Arbeitsschule Hüttschwendi» in Trogen zurück. 
Durch die Mechanisierung des Webens geriet die Handweberei in eine Krise. Der Mangel an Bildung und Ausbildung der jungen Leute auf dem Land hatte unter anderem damit zu tun, dass die innovativen Kräfte fehlten. Zellweger gründete 1856 im «Lindenbühl», in der ehemaligen Bierbrauerei seines Bruders Eduard, die er übernommen hatte, eine «Erziehungs- und Webeanstalt» mit einem landwirtschaftlichen Musterbetrieb. Die Anstalt diente dazu, Appenzellern aus ärmeren Verhältnissen eine gute Ausbildung als Weber zu garantieren. Zudem konnten sie die zur Anstalt gehörende Schule besuchen und Erfahrung in der Landwirtschaft sammeln. 
Zellweger war auch in anderen Bereichen der Selbsthilfe tätig. Er förderte beispielsweise die Bienenzucht und rationalisierte die Milch- und Forstwirtschaft. Ihm lag auch die Hebung des Forstwesens am Herzen. Mit einem geschulten Förster legte er Staatsschulen an. Auch die Qualität der Rinderzucht im Appenzellerland interessierte Ulrich Zellweger. Er brachte kostbare Kühe und Rinder in den Kanton, die zur Verbesserung der Appenzeller Rasse beitragen sollten. Zudem führte er die Fabrikation von Emmentaler Käse ein, indem er eine eigene Sennerei mit Emmentaler Sennen finanzierte. Ferner unternahm er einen erneuten Versuch, die Seidenraupenzucht im Appenzellerland einzuführen, nachdem die «Appenzellische Gemeinnützige Gesellschaft» in den 1830er Jahren damit bereits Erfahrungen gesammelt hatte. Zur Erhaltung der Heimweberei unterstützte er die Einführung verbesserter Zettelei und Schlichterei für Handwebstühle. In der zweiten Hälfte des 19. Jahrhunderts wurde das Umlegen, eine Technik beim Weben, durch die Einführung von Zettelmaschinen mechanisiert. Beim Schlichten werden Bürsten in eine Leimbrühe getaucht und damit die Fäden befeuchtet.
Ulrich Zellweger unterstützte die Ausbildung von Krankenpflegerinnen in Trogen. Seine Frau Cécile Ryhiner unterstützte nach seinem Tod den Bau des Bezirksspitals in der Nideren, des späteren Krankenheims (heute Palais Bleu). Auch für das katholische Appenzell Innerrhoden hatte der Wohltäter ein Herz; er spendete in verdienstlosen Jahren grosse Summen. 
Nachdem Zellweger 1859 die Basler Missions-Handlungsgesellschaft gegründet hatte, hob er 1862 das Appenzeller Sonntagsblatt aus der Taufe. Es fand schnell eine weite Verbreitung. Das Wochenblatt wurde weit über den Tod von Zellweger hinaus bis 1972 weitergeführt. Sohn Otto Zellweger und dessen Frau Lily Zellweger-Steiger übernahmen die Redaktion und druckten das Blatt in der Folge in Basel. 
1866 ging die Gründung der Privatbank «Bank für Appenzell A.Rh.» vonstatten. Zuerst sollte daraus eine Staatsbank werden, um den Abfluss von appenzellischem Geld aus der Textilproduktion auf ausserkantonale Banken zu stoppen. Doch der grosse Rat verweigerte dem erfahrenen Unternehmer und Bankier die Gründung einer Staatsbank. So entstand eine Privatbank für Appenzell Ausserrhoden. Ulrich Zellweger war Initiant und erster Präsident dieser Bank, die 1909 mit dem Schweizerischen Bankverein fusionierte.
Die letzten Jahre seines Lebens machte sich Zellweger grosse Sorgen um seine Bank in Paris. Denn der Deutsch-Französische Krieg war 1870 ausgebrochen und Paris wurde belagert. Von seinem Krankenbett aus pflegte er einen regen Briefwechsel mit seiner Bank in Paris, um Verluste zu vermeiden. Die Vorgänge in Frankreich erschütterten Zellweger sehr. Der Ausgang des Krieges erlebte er jedoch nicht mehr.

### Basler Mission
Im Jahre 1858 wurde Ulrich Zellweger in die Basler Mission eingeladen. Die ehrenamtliche Tätigkeit war für den gläubigen Mann eine grosse Ehre. Er schätzte es, zum Komitee zu gehören, das Entwicklungshilfe für Bedürftige anbot sowie sich für die Überwindung der Sklaverei, für die Schaffung von Handelsstationen und Förderung der einheimischen Baumwollkultur in Afrika einsetzte. 
Den Basler Missionaren ging es nebst dem Verkünden des christlichen Glaubens auch um Entwicklungszusammenarbeit. Durch die Förderung der lokalen Industrie sollte die wirtschaftliche Position der Einheimischen gestärkt werden. Ein Vertrieb europäischer Waren und der Eintausch gegen Landesprodukte durch die Missionare war vorerst nicht vorgesehen. Es stellte sich jedoch heraus, dass viele Güter des täglichen Gebrauchs nur aus Europa beschafft werden konnten. Das heisst, es kamen Geld- und Postverkehr sowie Tätigkeiten im Zusammenhang mit dem Aufenthalt und der Rückreise der Missionare dazu. Ulrich Zellweger war Gründer der Missions-Handlungs-Gesellschaft, welche die praktischen Aufgaben übernahm. Die Missionare konnten sich somit ganz dem Missionieren widmen und waren befreit von praktischen Aufgaben. Die Missionsstationen entwickelten sich zu kleinen Shops, in denen sich Einheimische wie Europäer eindeckten. Es wurde immer mehr gehandelt, woraus sich eine immer grössere Diskrepanz zwischen Mission und Handel ergab. Zellweger übernahm die Aufgabe, dieses Problem zu lösen. 
Er merkte schnell, dass der Handel im Rahmen der Basler Mission auch gute Chancen für Schweizer Unternehmen bot. Er wollte deshalb die kaufmännischen Tätigkeiten von der eigentlichen Missionsarbeit trennen, um eine langfristige Finanzierung der Basler Mission sicherzustellen. Als Präsident der Handlungs-Gesellschaft setzte er durch, dass sich nicht nur christlich Engagierte, sondern auch ökonomisch denkende Kaufleute beteiligen konnten. Über die Aktiengesellschaft der Missionshandlung wurde fortan gewinnorientiert gearbeitet. Den Gewinn sollten zur Hälfte die Aktionäre erhalten. Die andere Hälfte ging an die Basler Mission. Das Ziel Ulrich Zellwegers war, dass mit den Gewinnen des privaten Unternehmens «Missions-Handlungs-Gesellschaft» die Infrastrukturmassnahmen in den Missionsgebieten finanziert werden konnten. Nicht alle Personen im Komitee der Basler Mission waren von der Stossrichtung überzeugt, dass Entwicklungshilfe durch Marktwirtschaft zu leisten war. Als es im Jahre 1864 zu Spannungen kam, trat Zellweger als Präsident zurück und schied aus dem Komitee aus. 

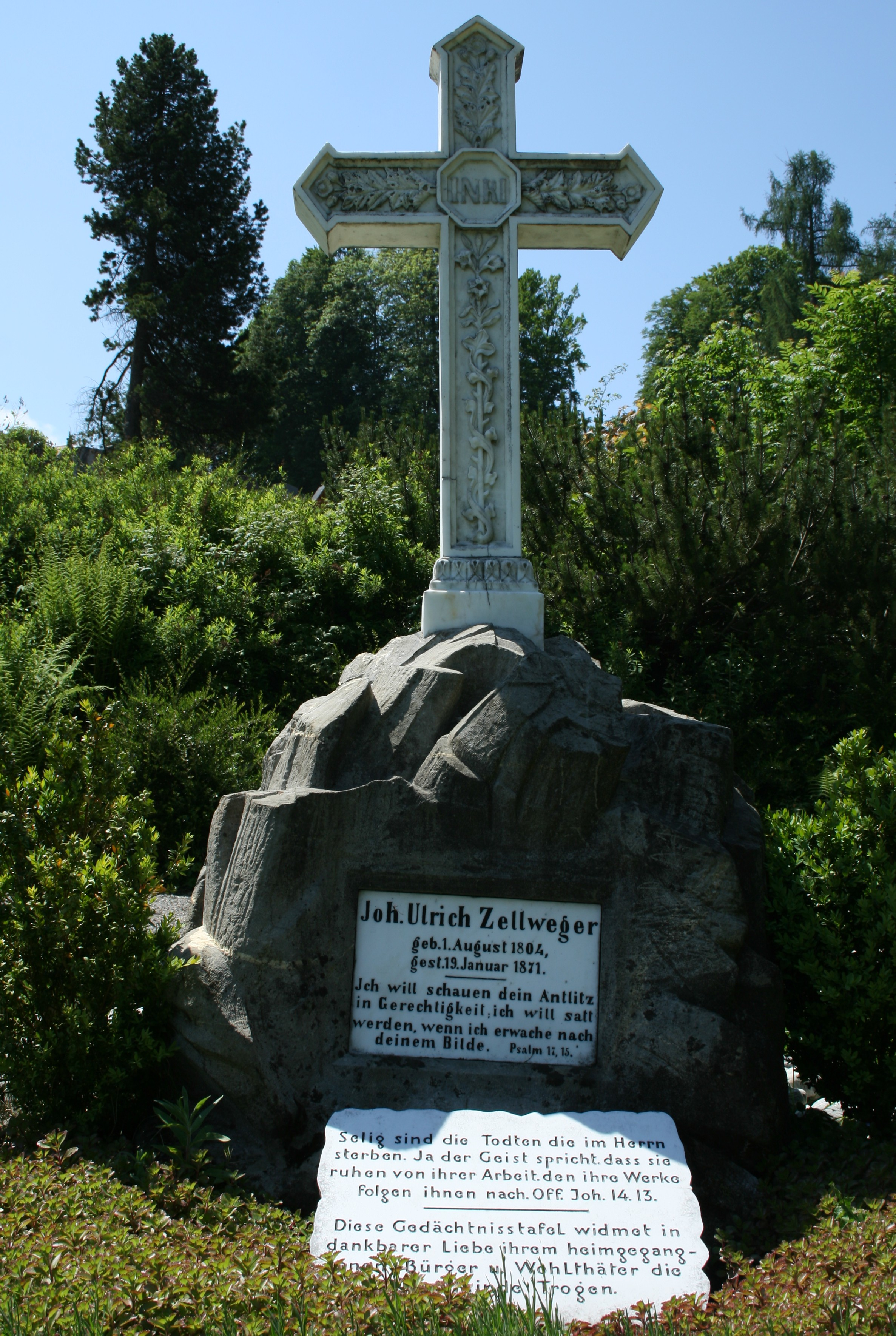
Ulrich Zellwegers Grabmal (2007)

### Privatleben
1837 heiratete Ulrich Zellweger Elisabetha Potts aus Norfolk (Virginia). Sie war Witwe und brachte fünf Kinder aus erster Ehe mit. Nach fünf Jahren trennte sich das Paar wieder: Elisabetha habe sich nur um die Kinder gekümmert und Ulrich sei nur seinen Geschäften nachgegangen. 1842 kam Zellweger nach Trogen zurück, und seine Ehe wurde 1848 durch das Urteil des appenzellischen Gerichts geschieden. 
1850 lernte er die Baslerin Cécile Ryhiner kennen und lieben. Sie war die Tochter von Christoph Ryhiner, dem Inhaber der Floretspinnerei «Ryhiner & Söhne», in Basel. Am 18. April 1850 heirateten die beiden. Aus ihrer Ehe gingen sieben Kinder hervor. Sieben Jahre verbrachte die Familie in Paris, bevor sie nach Basel zog. Zellweger tätigte von der Schweiz aus die wichtigsten Geschäfte seiner Bank «Zellweger & Cie.». 
Am Ende von Zellwegers Leben kämpften die Söhne Walter und Wilhelm mit Tuberkulose. Trotz Kuraufenthalten in Nizza und Cannes starben die beiden. 1870 war er körperlich erkrankt und an sein Bett gefesselt. Sechzehn Wochen verbrachte er in seinem Krankenlager. Bis kurz vor seinem Tod am 1. Januar 1871 diktierte er Antworten auf die Briefe in Paris, um Verluste zu vermeiden.
Für Ulrich Zellweger hatten seine guten Taten nur einen Zweck: Gott zu dienen. Zu seiner Beerdigung in der Kirche Trogen kamen viele Menschen. Das Grabmal von Ulrich Zellweger steht neben dem seines Bruders Salomon Zellweger auf dem Friedhof in Trogen. 
Ulrich Zellweger hatte sein Sommerhaus in seiner Heimatgemeinde, mit dem er zeit seines Lebens verbunden war.